# Điều ước Saint Petersburg (1881)
Điều ước Saint Petersburg (1881), cũng gọi là Điều ước Y Lê (tiếng Trung: 伊犁條約), là một điều ước ký giữa Đế quốc Nga và nhà Thanh Trung Quốc được ký kết tại Saint Petersburg, Nga, vào ngày 24 tháng 2 [lịch cũ 12 tháng 2] năm 1881. Điều ước thống nhất Đế quốc Nga trả lại cho Trung Quốc khu vực phía đông của vùng lưu vực sông Y Lê, còn được gọi là Zhetysu, đã bị Nga chiếm đóng từ năm 1871 trong cuộc nổi dậy Dungan. Văn bản điều ước gốc ban đầu được lưu trữ ở Bộ ngoại giao của Trung Hoa Dân Quốc, hiện nay được lưu trữ ở Viện bảo tàng Cố cung Quốc gia ở Đài Bắc.

## Bối cảnh
Trong thời kỳ Nga chinh phục Turkestan, Nga đã giành được quyền kiểm soát phía đông Kazakhstan cho đến biên giới Trung Quốc hiện nay. Trong cuộc nổi dậy Dungan, Trung Quốc đã mất quyền kiểm soát phần lớn lãnh thổ phía tây của mình và quyền lực được chuyển giao cho các phe phái khác nhau.
Năm 1871 (năm Đồng Trị thứ 10), thừa dịp Hạo Hãn lãnh đạo người A Cổ Bách (阿古柏) tuyên bố ranh giới độc lập của Đột Quyết ở phía nam Thiên Sơn, Nga đã đem quân chiếm đóng khu vực Y Lê thuộc Tân Cương, triều đình nhà Thanh nhiều lần thương lượng nhưng không có kết quả. Đã có tin đồn về việc thôn tính vĩnh viễn, nhưng Saint Petersburg tuyên bố rằng họ đang chiếm đóng lãnh thổ để bảo vệ công dân của mình.
Năm 1877, nhà Thanh bình định Tân Cương, triều đình liền phái Sùng Hậu (崇厚) đến Nga đàm phán vấn đề thu hồi Y Lê.
Ngày 2 tháng 10 năm 1879, dưới sự uy hiếp của Nga, Sùng Hậu đã tự tiện ký kết điều ước Livadia (Trung Quốc gọi là điều ước Lý Ngõa Kỷ Á - 里瓦几亚). Nga sẽ giữ lại thung lũng Tekes ở cuối phía tây nam của thung lũng Y Lê và vượt qua các ngọn núi đến lưu vực Tarim. Trung Quốc sẽ trả 5 triệu rúp và nhiều nhượng bộ thương mại đã được thực hiện. Vào tháng 1 năm 1880 Sùng Hậu trở về Bắc Kinh và bị chào đón với sự phẫn nộ. Ông bị tuyên bố là đã phản bội đất nước của mình và bị bắt và sau đó bị kết án tử hình.
Tằng Kỷ Trạch (曾纪泽) được bổ nhiệm làm đại sứ mới. Nga từ chối đàm phán trừ khi Sùng Hậu được thả và được các cường quốc khác hậu thuẫn. Vào tháng 8 năm 1880 Sùng Hậu được trả tự do, và các cuộc đàm phán lại tiếp tục.
Điều ước Saint Petersburg đã được ký kết vào ngày 24 tháng 2 [lịch cũ 12 tháng 2] năm 1881 và được phê chuẩn trong vòng sáu tháng. Hai năm sau (tháng 3 năm 1883), Nga sơ tán tỉnh này. Đã xảy ra một số vấn đề nhỏ về biên giới và một giao thức cuối cùng đã được ký vào 31 tháng 10 [lịch cũ 19 tháng 10] năm 1883.
Đại diện của Nga là Nicholas de Giers, người đứng đầu Vụ Châu Á của Bộ Ngoại giao (ông trở thành Bộ trưởng vào năm 1882), và Eugene Bützow, đại sứ Nga tại Trung Quốc.